# 湘南学園小学校
湘南学園小学校（しょうなんがくえんしょうがっこう）は、神奈川県藤沢市にある私立の小学校。設置者は学校法人湘南学園。

## 概要
1933年4月2日に、玉川学園分校として開校。初代園長は小原國芳。

## 沿革
- 1933年 - 成城学園、玉川学園の小原國芳を園長に迎え、湘南学園幼稚園、湘南学園小学校を開校。

## 交通
- 小田急江ノ島線鵠沼海岸駅 徒歩8分
- 江ノ島電鉄線鵠沼駅 徒歩8分

## 主な出身者
- 設楽りさ子
- 鶴田真由
- 糸山英太郎 - 政治家/一時在学
- 平尾昌晃 - 歌手・作曲家/中学校　創立70周年記念曲「夢に向かって」
- チバユウスケ - ミュージシャン、thee michelle gun elephantヴォーカル
- 朝海和夫 - 外交官
- 大島武 - 経営学者、大島渚長男

## 系列校
- 湘南学園中学校・高等学校
- 湘南学園幼稚園